# Obra para la propagación de la fe
La Obra para la Propagación de la Fe (en latín: Propagandum Fidei ) es una asociación internacional que coordina la asistencia para sacerdotes, hermanos y monjas misioneros católicos en áreas de misión. La sociedad fue fundada en Lyon, Francia, en 1822, por la beata Pauline Jaricot . Es la más antigua de las cuatro Obras Misionales Pontificias de la Iglesia Católica .
Brinda apoyo financiero a los obispos de territorio misionero para gastos ordinarios y proyectos especiales. Apoya a sus programas evangelizantes y pastorales, en particular la capacitación de los catequistas, la construcción de lugares de culto, las congregaciones religiosas involucradas en los campos de la salud y la educación. La compañía es administrada por dos consejos voluntarios, cada uno compuesto por doce miembros, algunos son miembros del clero, otros, competencia secular reconocida. Estos consejos, uno en Lyon y el otro en París, auto-recrutas. 
Los asuntos de la Obra son públicos. Cada año se publicó una cuenta completa de las sumas recibidas, créditos y gastos, en sus Anales (hasta 1974). El dinero recibido se distribuye cada año sin capitalización. 
De 1822 a 1974, la compañía publicó una revisión misionera titulada Annales de la propagation de la foi. La sociedad también publica la revista MISSION, anteriormente Mission Today .

## Origen y Desarrollo
En 1815, el obispo Louis William Valentine Dubourg de Nueva Orleans, Louisiana, estaba en Lyon recogiendo limosnas para su diócesis, que se encontraba en una condición precaria. A una Sra. Petit, a quien había conocido en los Estados Unidos, le expresó la idea de fundar una asociación caritativa para el sostenimiento de las misiones de Luisiana, sugerencia que ella acogió cordialmente, pero sólo pudo procurar pequeñas limosnas entre sus amigos y conocidos.
Por otra parte, en 1820, Pauline Jaricot de Lyon recibió una carta de su hermano, estudiante del Seminario de San Sulpicio, en la que describía la extrema pobreza de los miembros de la Sociedad de Misiones Extranjeras de París . Concibió la idea de formar una asociación cuyos miembros contribuirían con un centavo a la semana para las misiones. La membresía aumentó a mil y las ofrendas se enviaron a Asia.
En 1822, el padre Inglesi, vicario general de Nueva Orleans, fue enviado a Lyon por el obispo Dubourg para visitar a sus benefactores y reanimar su celo. Al ver el éxito de Miss Jaricot, pensaron en un principio en establecer una sociedad similar para las misiones americanas, pero decidieron unir, en lugar de dividir, los esfuerzos. A una reunión de amigos de las misiones convocada por el padre Inglesi asistieron doce eclesiásticos y laicos, y el 3 de mayo de 1822 se estableció formalmente la Sociedad para la Propagación de la Fe, con la misión declarada de ayudar a los misioneros católicos con oraciones y limosnas.  La primera colección de la Propagación de la Fe en 1822 apoyó la vasta Diócesis de Luisiana y las Dos Floridas en los Estados Unidos, que luego se extendía desde Florida hasta Canadá, así como las misiones en China. El Papa León XIII designó a Jaricot como el fundador oficial de la sociedad.

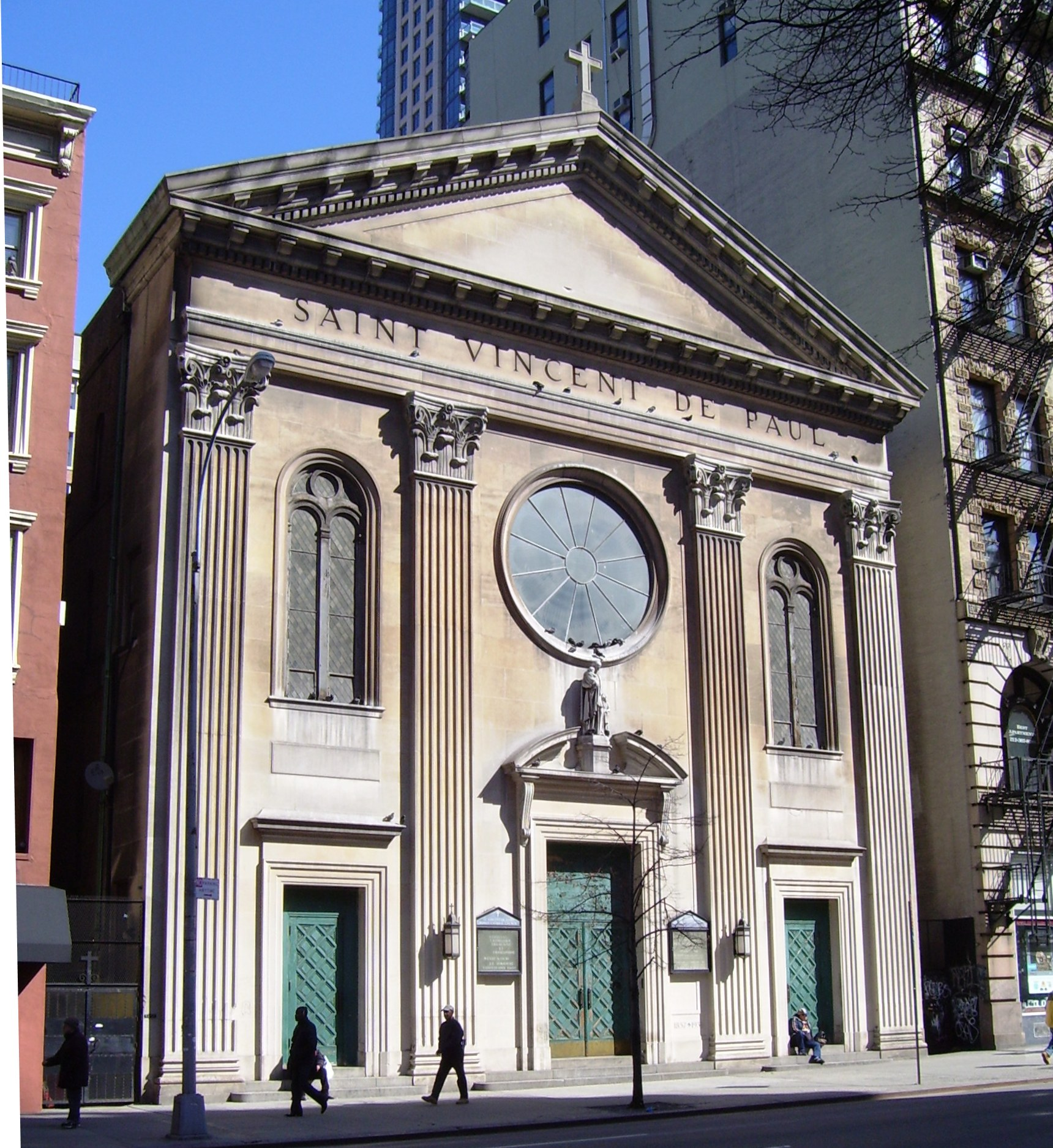
Iglesia de San Vicente de Paúl, Calle Canal

El objetivo de la sociedad era apoyar misiones en todo el mundo, lo que excluía a países de mayoría católica como Francia, Italia, Austria, España y Portugal . Tan pronto como las misiones pueden existir por sus propios esfuerzos, la sociedad interrumpe su ayuda, porque las demandas son muchas y los recursos insuficientes. En 1827, la Diócesis de Nueva York recibió su primera subvención de US$ 1776. En 1842, la Iglesia de San Vicente de Paúl, en Canal Street, una parroquia para residentes de habla francesa, fue construida con dinero recibido de Propaganda. En 1853, San Vicente de Paúl se convirtió en la sede del primer capítulo de la Sociedad en Nueva York.
En 1823, se envió un delegado a Roma y el grupo recibió la bendición del Papa Pío VII . En 1840, Gregorio XVI colocó a la sociedad en el rango de instituciones católicas universales, y el 25 de marzo de 1904, en el primer año de su pontificado, Pío X la recomendó a la caridad de todos los fieles, exaltando su trabajo y elevando la fiesta de su patrón, Francisco Javier, a un rito superior. Un gran número de concilios provinciales y nacionales (especialmente el tercero de los Concilios Plenarios de Baltimore, 1884), así como miles de obispos de todas partes del mundo, han promulgado igualmente decretos y publicado cartas en favor de su desarrollo. Recibe contribuciones de todas partes del mundo cristiano .
La sociedad trabaja en Inglaterra y Gales con la Mill Hill Missionary Society . Mill Hill fue una de las primeras sociedades en introducir misioneros laicos; y sus sacerdotes, hermanos laicos y asociados trabajan en 27 países de todos los continentes habitados.

## Apostolado

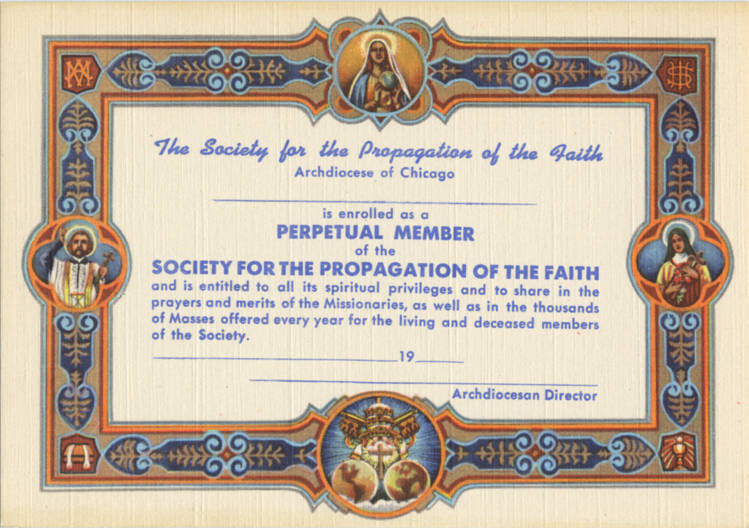
Certificado de membresía de la obra (Chicago, 1949)

El estado pontificio fue otorgado a la Compañía el 3 de mayo de 1922 y su administración central fue trasladada a Roma. En 1926, el Papa Pío XI estableció una colecta anual para el trabajo misionero de la Iglesia llamada "Domingo Mundial de las Misiones". El Domingo Mundial de las Misiones es organizado por la Sociedad para la Propagación de la Fe. La Sociedad está bajo la dirección de la Congregación para la Evangelización de los Pueblos . La oficina nacional de la Sociedad para la Propagación de la Fe en los Estados Unidos se encuentra en Nueva York.
La Sociedad para la Propagación de la Fe concentra sus esfuerzos en comunidades de África, Asia, las Islas del Pacífico y áreas remotas de América Latina. Brinda apoyo financiero a los obispos de misión para los gastos diarios y proyectos especiales. Apoya los programas pastorales y evangelizadores, los catequistas y el trabajo de catequesis, la construcción de iglesias y capillas, el trabajo de las comunidades religiosas en el cuidado de la salud y la educación, y para las necesidades de comunicación y transporte.
Las asignaciones se basan en los informes de los superiores de las misiones, obispos, vicarios y prefectos apostólicos; y en consideración de los deseos del Papa y de los datos proporcionados por la Congregación para la Evangelización de los Pueblos. Es una ley de la sociedad hacer públicos sus asuntos, y cada año se publica en los "Anales" una cuenta integral de todo el dinero recibido, todas las asignaciones hechas y todos los gastos. Todo el dinero recibido se distribuye cada año a más de 1.100 diócesis y vicariatos de misión en todo el mundo. No hay una dotación permanente.

## Miembros Notables
- Fulton J. Sheen